# Irbis Kazań
Irbis Kazań (ros. Ирбис Казань) – rosyjski klub hokeja na lodzie z siedzibą w Kazaniu.

## Historia
Klub powstał w 2011. Zespół działa jako stowarzyszony z klubem Ak Bars Kazań z seniorskich rozgrywek KHL. w MHL-B. Drużyna występowała w rozgrywkach juniorskich MHL-B, po czym w 2015 została przyjęta do MHL w miejsce Barsa Kazań, przyjętego do WHL.
W sezonie 2020/2021 drużyna dotarła do półfinału i zdobyła brązowy medal.

## Sukcesy
- Brązowy medal MHL: 2021, 2022
- Pierwsze miejsce w Dywizji Złotej (Wschód) w sezonie zasadniczym MHL: 2025

## Szkoleniowcy
- Siergiej Łopuszanski (2011-2012)[5][6]
- Wadim Szajdullin (2012-2015)[7][8][9][10][11]
- Siergiej Łopuszanski (2015-2016)[12][13][14]
- Dmitrij Bałmin (2016-2017)[15][16]
- Eduard Gorbaczow, Andriej Makarow (2017/2018)[17]
- Andriej Makarow (2018-2019)[18][19][20]
- Ilnaz Zagitow (2019-2020)[21][22]
- Artiom Anisimow (2020-)[23][24]
- Wiaczesław Kasatkin (2022-2023)[25]
- Maksim Owczinnikow (2023-)[26]